# Parowiec
Parowiec – statek lub okręt o napędzie parowym, napędzany tłokową maszyną parową (SS) lub turbiną parową (TSS).

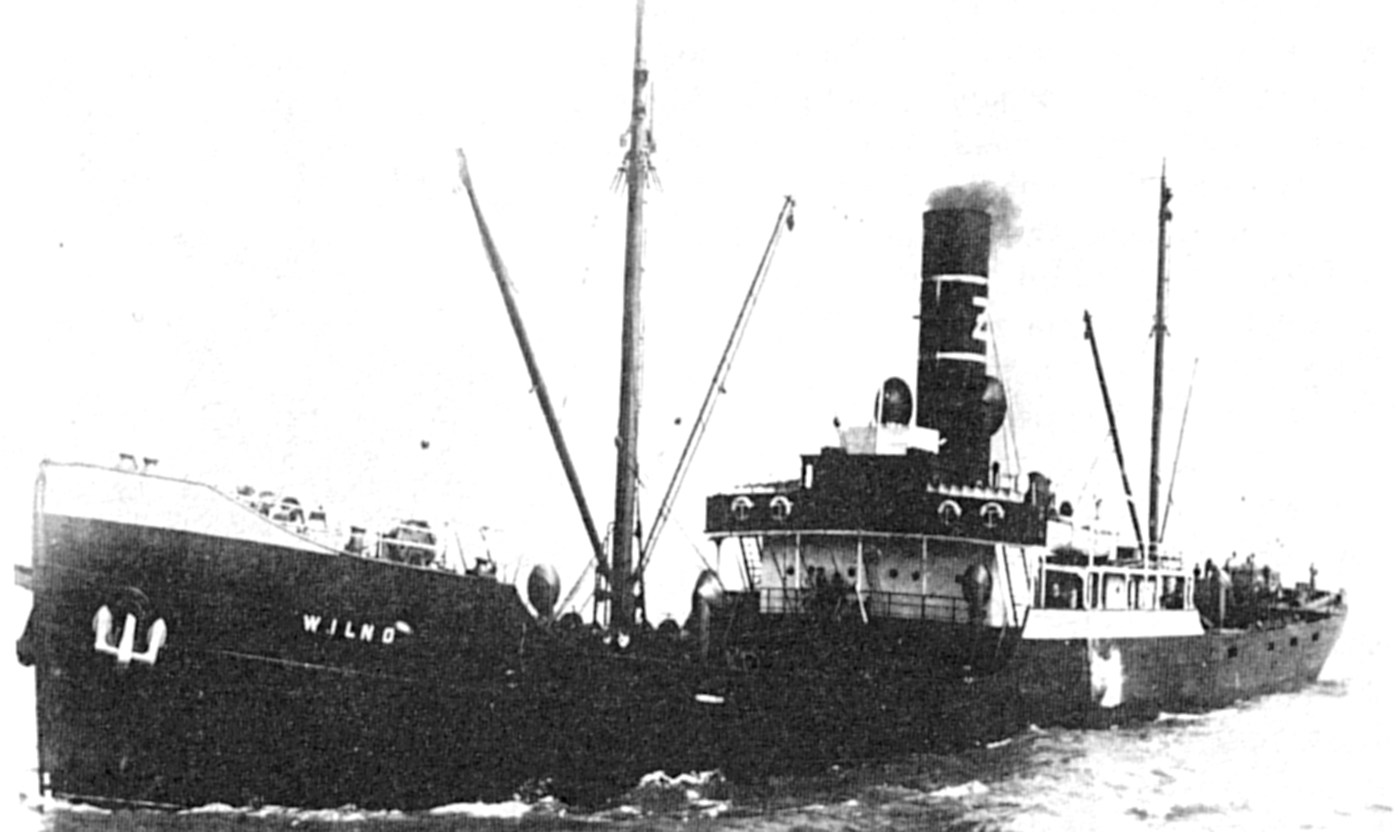
SS Wilno, 1927

## Historia

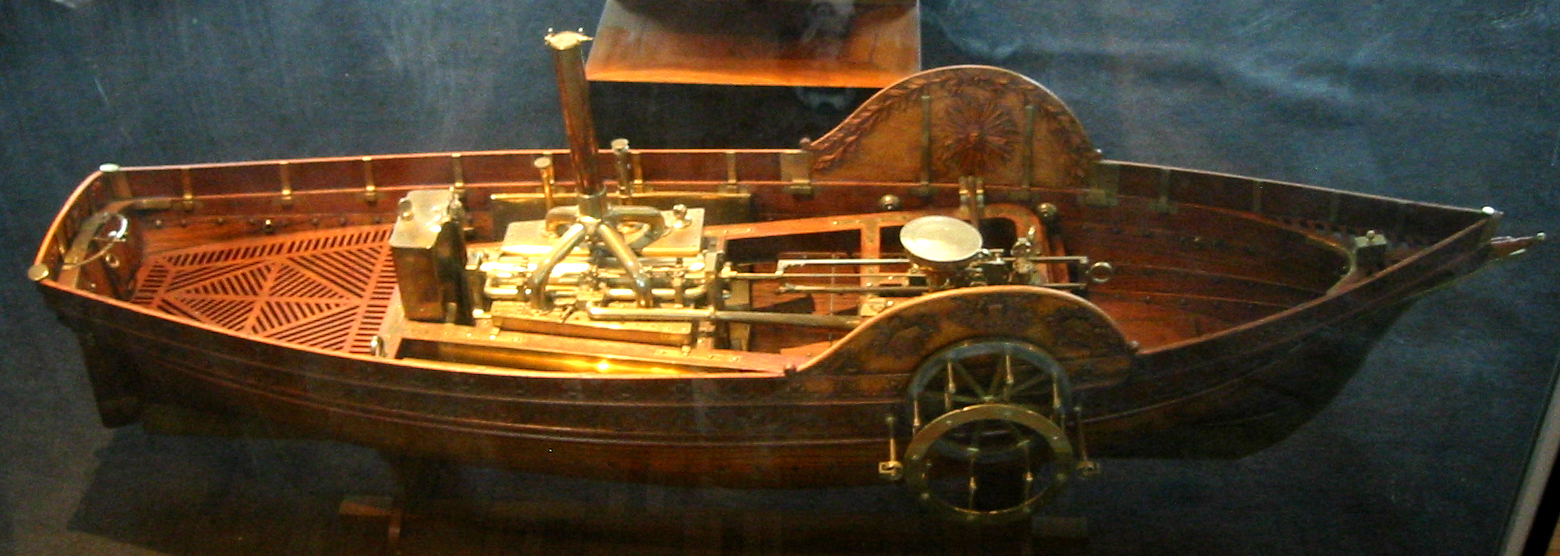
Pyroscaphe, 1783

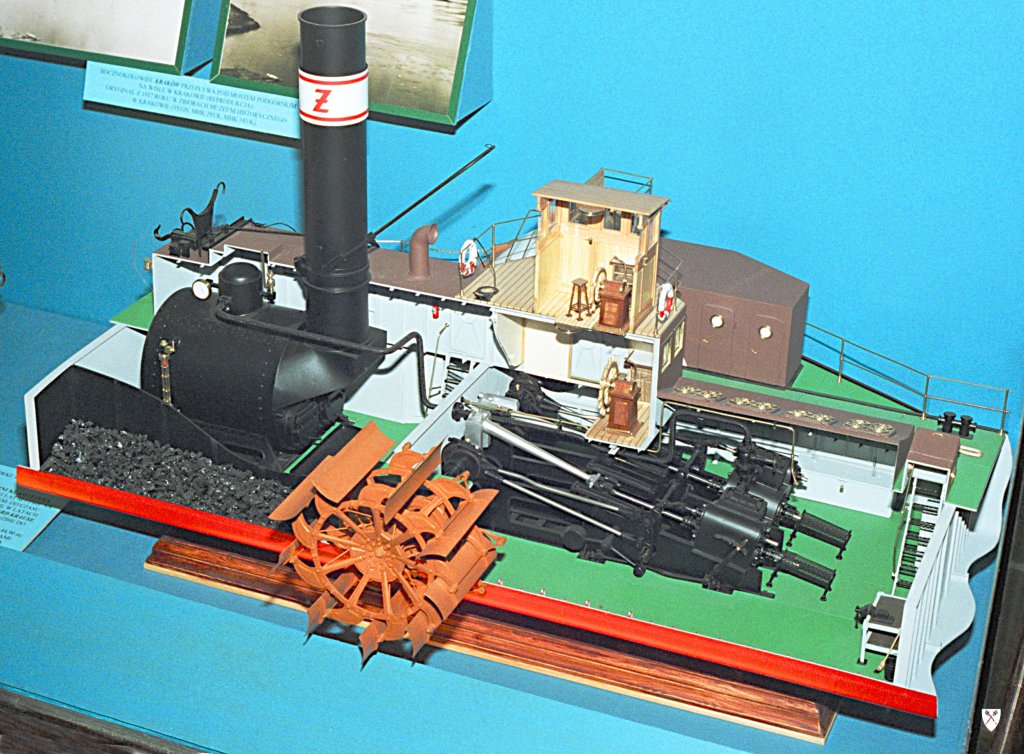
Siłownia parowa bocznokołowego holownika wiślanego Gdańsk, 1897

W 1783 roku francuski arystokrata, markiz Claude de Jouffroy d'Abbans (1751–1832), zbudował łódź z napędem kołowym (bocznokołowiec), napędzaną maszyną parową. Wynalazca nazwał łódź Pyroscaphe (ognisty statek) i pomyślnie przeprowadził na rzece Saona próby pierwszego parowca.
Pierwszy parowiec to s.s. Clermont powstały w 1807 roku. Początkowo parowce były dość niebezpieczne, gdyż często zdarzały się eksplozje niewystarczająco wytrzymałych kotłów. Udoskonalono je w drugiej połowie XIX wieku i wówczas rejsy parowcami stały się powszechne.
Jednym z pionierów w dziedzinie wykorzystania pary do poruszania m.in. jednostek pływających był polski konstruktor Józef Bożek, który w 1817 r. przeprowadził w Pradze na Wełtawie próby łodzi z parowym silnikiem, napędzającym koła łopatkowe.
Głównym ulepszeniem zwiększającym sprawność napędu było pojawienie się w 1854 roku maszyn parowych z podwójnym, a w 1874 roku z potrójnym rozprężaniem pary. Ulepszano też konstrukcje kotłów parowych. W efekcie, w 1890 roku parowce stanowiły już 57% tonażu floty światowej (pozostałą część stanowiły żaglowce), a przed I wojną światową aż 93%. Przed II wojną światową rozpowszechnienie zyskały statki motorowe, lecz parowce stanowiły nadal 73% tonażu; podobnie było w latach 50.

## Paliwa

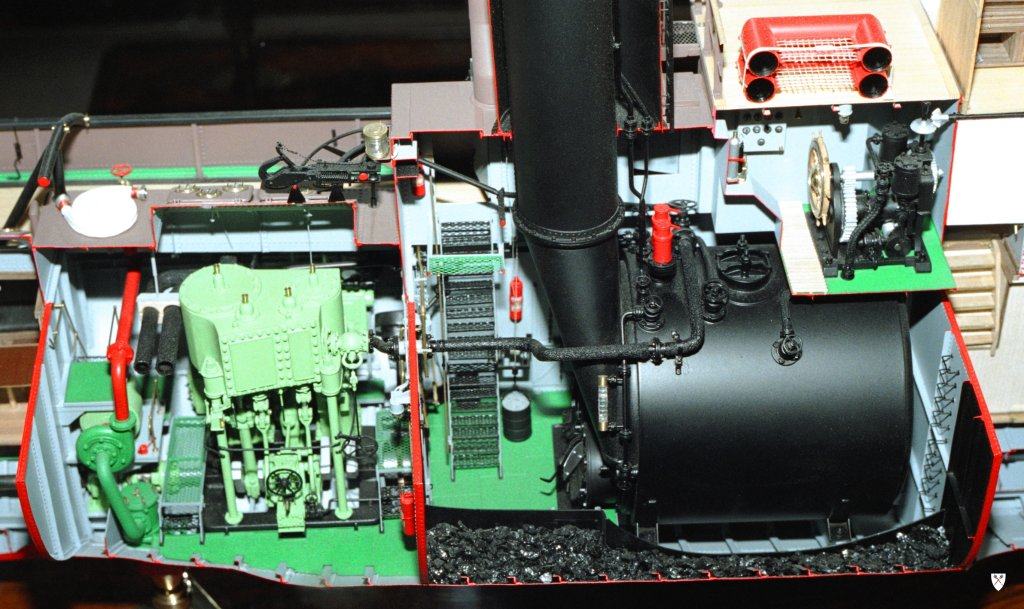
Siłownia holownika Słoń, z maszyną parową napędzającą śrubę, 1893

Początkowo, gdy parowce wchodziły do użytku, kotły wytwarzające parę ogrzewane były przez palenie najpopularniejszego opału, czyli węgla lub drewna. Po skonstruowaniu palników zasilanych paliwem ciekłym zaczęto budować parowce z kotłami na różne frakcje ropy naftowej (olej opałowy). Pozwoliło to na lepsze wykorzystanie przestrzeni na statkach, ponieważ ciekłe paliwo można umieścić w zbiornikach dennych, a miejsce wcześniej zajmowane przez zasobnie węgla (tendry) przeznaczyć na ładunek. Kolejną zmianę przyniosło wprowadzenie energii jądrowej. Jednostki pływające, na których źródłem ciepła jest reaktor atomowy, mają niespotykaną w innych rozwiązaniach autonomiczność (mogą nie uzupełniać paliwa przez kilka lat) – ale są bardzo drogie w budowie i eksploatacji, więc napęd ten jest stosowany na okrętach i lodołamaczach.

## Współcześnie

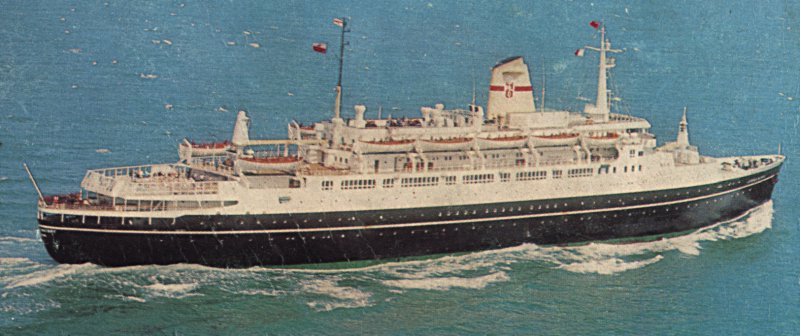
Parowoturbinowy transatlantyk Stefan Batory, 1952

W drugiej połowie XX wieku liczba parowców zaczęła się zmniejszać, gdyż lepszy okazał się napęd spalinowy, tańszy w budowie i bardziej ekonomiczny oraz łatwiejszy w eksploatacji. Od początku lat 80. XX wieku generalnie zaprzestano budowy nowych statków parowych, a starsze wycofywano z uwagi na zużycie. W 1982 roku w roczniku Lloyda widniało tylko 1581 parowców, stanowiących 13,5% tonażu światowego, chociaż tylko 2% liczby statków. Najważniejszym wyjątkiem pozostały nowo budowane turboparowe gazowce do przewozu skroplonego gazu LNG, w których ekonomiczne jest wykorzystanie odparowującego gazu do opalania kotłów (w 2002 roku stanowiły one ok. 1,9% tonażu floty światowej). Ze starszych statków, najdłużej w eksploatacji przetrwały duże turboparowe tankowce transportujące ropę naftową, ze względu na ich dużą trwałość i staranną obsługę. W XXI wieku ponadto przetrwały statki zachowane ze względów historycznych, a także małe jednostki w rodzaju holowników.

## Znane parowce
- TSS Stefan Batory
- SS Warszawa
- RMS Titanic
- RMS Lusitania
- RMS Olympic
- RMS Carpathia
- RMS Mauretania
- RMS Mauretania (II)
- SS Kaiser Wilhelm der Große
- Turbinia

## Parowce jako muzea
- SS Sołdek w Gdańsku – maszyna parowa z kotłami opalanymi węglem
- ORP Błyskawica w Gdyni – turbiny parowe z kotłami opalanymi mazutem